# El silenci abans de Bach
El silenci abans de Bach (Die Stille vor Bach) és una pel·lícula dirigida per Pere Portabella, estrenada el 5 de setembre de 2007 al Festival de Cinema de Venècia.

## Argument
La pel·lícula és una aproximació a la música i a les disciplines i oficis que l'envolten, servint-se de l'obra de Johann Sebastian Bach com a element vertebrador. No es tracta d'una pel·lícula amb argument pròpiament dit, sinó que es parla de l'art i el fet musical des d'un punt de vista deslliurat d'anècdotes, incidint en la importància que tenen tant el treball com la perspectiva històrica en la figura de Bach i, per extensió, en la seva importància en el conjunt de la història de la música.
De fet, el compositor alemany apareix en poques escenes del film, que es podria interpretar com una passejada pels segles XVIII, XIX i XX de la mà de Johann Sebastian Bach. D'ell es presenta el moment que arriba a Leipzig acompanyat de la seva família per incorporar-se com a Kantor a l'Escola de Sant Tomàs. El que es destaca, però, és la seva capacitat de treball, el seu esforç per crear i compondre, que el converteix tant en una figura clau per a la història de la música com en un referent de la cultura popular, que es fa present de manera gairebé involuntària en els moments més quotidians. És per això que s'hi intercalen escenes d'alta quotidianitat, on la música de Bach es fa present en escenes de caràcter laboral, aparentment intranscendents.

## La música
La pel·lícula es va enregistrar amb el so directe, en un intent per fer encara més punyents els moments de silenci i per remarcar que la música procedeix sempre de la tècnica i la fisicitat dels instruments, així com de l'esforç i el virtuosisme de l'execució. La banda sonora es nodreix d'obres de J. S. Bach, de dues sonates de Mendelssohn i d'un estudi de Ligeti, i entre les escenes més destacades cal mencionar el moment que Bach interpreta el preludi en la menor BWV 543, l'escena on fa entrega de les Variacions Goldberg o quan dona una lliçó al seu fill sobre com la música que hom té al cap se socialitza gràcies a la interpretació. També destaca el moment de redescobriment de la Passió segons sant Mateu per Felix Mendelssohn o l'escena d'un grup de violoncelistes interpretant el preludi de la primera Suite per a violoncel a un vagó del Metro de Barcelona en moviment o la caiguda lliure d'un piano al mar en representació dels músics jueus morts durant la Segona Guerra Mundial.